# Снови (Франсиско де Кеведо)
Снови је сатирично прозно дело шпанског барокног писца Франсиска де Кеведа. Написано је између 1605. и 1622. године, и први пут је објављено у Барселони 1627. године под називом „Sueños y discursos de verdades descubridoras de abusos, vicios y engaños en todos los oficios del mundo“.
Завидно знање и поприличну реторичку вештину писања Франсиска де Кеведа имамо прилику да упознамо у циклусу сатиричних дела под заједничким насловом „Снови“, од којих су прва три, „Сан о Суду“, „Опседнути пандур“ и „Пакао представљена” у овом чланку. Имајући у виду доба у којем је писац живео, самим тим и стварао своја дела, најпознатији је по сатиричним, рефлексивним и љубавним песмама, али такође и у драмском стваралаштву као и у политичко-филозофским и историјским делима. Највећа карактеристика која га је пратила током његовог стваралаштва је била управо то, сатиричка поезија која је у великој мери присутна и у циклусу „Снова”. „Сан о Суду”, „Опседнути пандур” и „Пакао”, написани између 1605. И 1608, прва су у низу кратких сатиричних дела које је Кеведо стварао и током наредних двадесетак година. Последњи у овом избору, Пакао, написао је у својој двадесет и осмој години. Најчешћи опис са којим су се сретала ова три дела су наопако окренути свет, лицемерје, похлепа и таштина читавог света која је успешно и максимално дочарана у сва три дела. Чињеница је, такође, да „Снови” немају прави заплет већ подсећају на „гротескну поворку смешно-трагичних ликова”. Оно што треба истаћи су неке од најдоминантнијих карактеристика Кеведовог стила у Сновима:
- Економичност израза
- Двосмисленост реченица
- Реторичка питања и паралелизми, карикирање и хипербола
- Спајање наизглед неспојивог

Писац је својим необичним метафорама успео да наведе читаоце на истовремено учење и забаву кроз свако дело са којим се срећемо.

## Сан о Суду
Читајући књигу 'Смак света и Христов долазак' приповедач почиње да сања судњи дан. Звук трубе буди мртве и они излазе из земље бежећи од својих некадашњих делова тела. Ту су бивши војници, тврдице, трговци, даме, лекари, свештеник, астролог, судије, кројачи, лопови и тако даље. Десет Заповести су чувале једна уска врата. Тај суд су чинили су Бог, Анђели, Јуда, Мухамед и Лутер. Осуђеници су били спровођени у пакао и рај (претежно пакао). Приповедач се нагло буди из сна, зачувши громогласан смех.

## Опседнути пандур

### Обраћање његовом Височанству
Приповедач се обраћа његовом Височанству и говори да се свих 6 типова демона поклапа са редовима на које се разврставају рђави пандури. Потом изговара њихове називе и појединачно их описује.
Сам приповедач каже да је овај спис прекор рђавим чиновницима правде.

### Расправа
Приповедач улази у цркву Светог Петра и тражи Калабреса -описује га детаљно и каже да је од оних које је Христ назвао лепим гробовима. Проналази га у подруму како из пандура истерује ђавола. Говори како су ђаволи и пандури слични, само су пандури много гори јер они наносе зло људима њима сличнима јер им је то посао, а ђаволи раде то из забаве. Објашњава како су ђаволи постали из тежње да буду већи од Бога.
Затим им ђаво говори како је ко распоређен у паклу, где су смештени песници, ратници, заљубљени притом их описујући.
Говори да ђаволи не изгледају онако како их људи цртају. Описује какви им све разни људи долазе у пакао и да већина њих тражи ђавола, а не ђаво њих.
Приповедач потом описује систем расподеле људи у паклу. Дух им говори причу о Астраји, како су истина и правда доспеле на земљу. Говори како правда на земљи није нашла уточиште и да се стога вратила на небо, и како је похлепа људе начинила алатком за крађу. Говори да свако на неки начин краде неким делом тела, а да пандур краде целим телом и да их од њих једино штити света Римска црква.
Кеведо пита да ли у паклу има сиротиње, на шта му дух одговара да сиротиња нема ништа чак ни ђавола. Нема ни доброг ни злог пријатеља.
Расправу завршава мишљењем да су људи сами себи већи ђаволи од њих самих.

## Пакао

### Обраћање лиценцијату
Приповедач се прво обраћа лиценцијату (образован човек, титула која се користи при ословљавању адвоката) и у том обраћању каже да му шаље ову расправу (Пакао), трећу по реду (после Сна и Пандура). Циљ му је да текст буде прослеђен и прихваћен као и остали његови списи, и скреће пажњу на то да има доста непријатеља који клеветају његов рад.

### Пролог
У прологу се обраћа опседнутом и пакленом читаоцу и каже да жели да разговара отворено. Наводи да је ова расправа пакао, и тражи да му се не узима за зло што ружно прича о људима у њему јер није могуће да се у њему нађе ико добар. Даје читаоцу слободу да узме онолико пакла колико му одговара (ако му се текст учини дугачким), да исправи оно што му се чини погрешним или да се направи да није видео делове који му се не допадају. Од читаоца само захтева да не изврће и вређа његов добронамерни напор да напише ту расправу. Обраћање завршава реченицом: „ и коначно, ако ти се буде допала ова расправа – ти ћеш уживати, а ако не – врло важно, јер ни од тебе ни од ње немам вајде.“

### Расправа
Постоје два пута, један је узак, стрм, трновит, људи који иду њиме су голи, боси, изубијани, крвави и много се муче да би њиме ходали. Други пут је широк, раван, лаган и људи који њиме иду су господа, у кочијама, лепо обучени, богати. Приповедач прво креће уским путем али када увиди да му је тешко пребацује се на онај лаган и широк. У сваком тренутку се може скренути са једног пута на други. Како он шета открива се да је један пут добар (онај тежак) и да води у рај, а да је овај други лош и да води у Пакао. Приповедач прво није сигуран који је пут добра, а који зла, због тога што га збуњују неки људи које среће, али што више шета и упознаје се са светом схвата који је који и схвата да је кренуо у пакао. На крају тих путева, онај тежак се шири, а онај лак сужава и у последњем тренутку то уме да збуни човека и натера га да промени страну (у пренесеном значењу, људи који су све време били на путу зла могу да увиде да је тај пут лош и да се брзо покају и промене).
Потом приповедач улази у пакао. Остатак расправе је ниста друго до једва велика шетња приповедача кроз пакао, који је подељен на мноштво делова и одаја како има милион људи који су пакао заслужили на различите начине. Сваку ту групу људи чува по неки ђаво и приповедач тако иде, шета, прича са ђаволима и разним људима. (У паклу се налазе углавном сви: астролози, пандури, апотекари, кројачи, писари, судије, адвокати, улизице...) Сви се муче на различите начине. Жене које су много блебетале и трачариле током живота кажњене су тако сто су постале жабе које крекећу у гадном језеру. Постоји категорија: "ех да сам" ту су на пример они који стално говоре: Ех да сам био бољи, ех да сам давао сиротињи. На самом крају, након што је срео многе познате личности које су својим животом заслужиле да буду у паклу приповедач наилази на Мухамеда који је наводно највећи зликовац од свих јер је највише душа спровео у пакао. Такође упознаје и Луцифера самог али ништа посебно не разговара са њим. Луцифер, окружен ђаволицама, наређује да приповедач обиђе његову одају да би имао о чему да проповеда на оном свету. То је била необична одаја, пуна пандура, рогоња, мало лекара. У четири ћошка уместо бакљи горели су рђави истражитељи. Такође је ту било и девица, разних личности.
Приповедач каже:„Када би требало да побројим шта сам све видео у тој соби никада не бих престао да причам. Потом згранут излази из пакла, моли читаоце да пажљиво читају и да извуку поуку из расправе, и казе да му је једина намера била да све ове лоше људе и пороке изложи бруци коју заслужују“.